# Alstroemeria discolor
Alstroemeria discolor är en alströmeriaväxtart som beskrevs av Pierfelice Ravenna. Alstroemeria discolor ingår i släktet alströmerior, och familjen alströmeriaväxter. Inga underarter finns listade i Catalogue of Life.